# Bluewater (Kalifornia)
Bluewater – census-designated place w stanie Kalifornia, w południowo-wschodnim krańcu hrabstwa San Bernardino.
Liczba mieszkańców 265 (2000). Poprzez rzekę Kolorado graniczy z miejscowością Parker w Arizonie. 